# Thượng Dương
Thượng Dương, död 1073, var Vietnams kejsarinna som gift med kejsar Lý Thánh Tông. Hon var styvmor till kejsar Lý Nhân Tông, och regent under sin styvsons omyndighet 1072-1073. Hon mördades av sin styvson kejsarens mor. 